# Jürgen Speh
Jürgen „Geier“ Speh ist ein deutscher Comiczeichner und Illustrator.

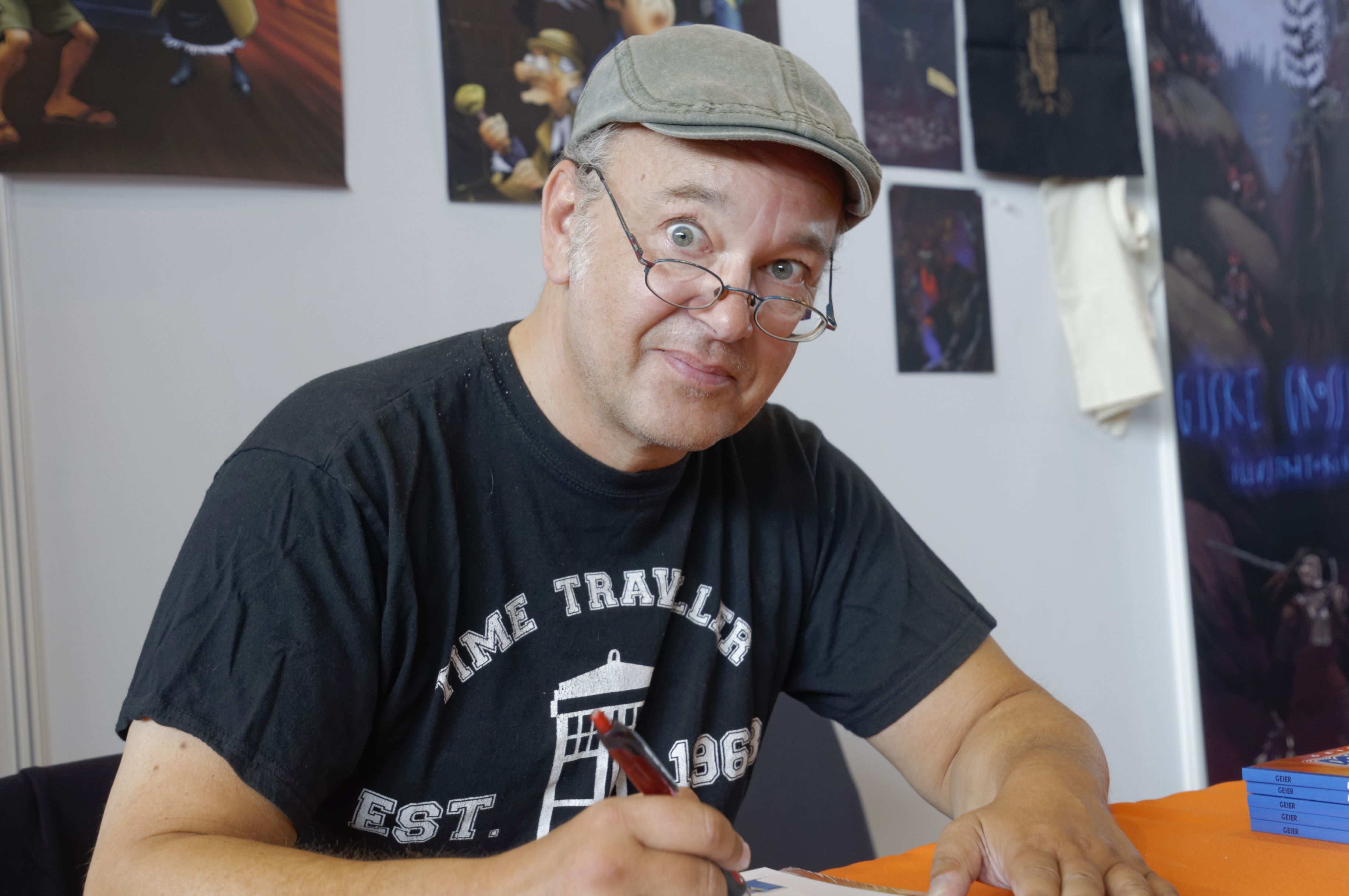
Jürgen Speh auf der Comic Con in Stuttgart 2017

## Leben
Speh begann seine Karriere als Colorist und Zeichner von Comics. Nach ersten Erfolgen im Undergroundmagazin Menschenblut bekam er im Jahr 2000 beim Independent-Verlag Schwarzer Turm die Chance, eine eigene Comicreihe herauszugeben. Gemeinsam mit Rochus Hahn erarbeitete er die humoristische Erotikserie Horst, die sich als großer Erfolg erwies und mittlerweile mehr als ein Dutzend Ausgaben umfasst. 2004 begannen er und Hahn mit der Arbeit an einer weiteren Erotikreihe, der mit vielen Elementen der ägyptischen Mythologie verwobenen Serie Arsinoe.
Die biografischen Daten über Speh sind widersprüchlich. Insbesondere findet man zu seinem Geburtsdatum mehrere Angaben:
- 1963[1]
- 1965 in Glarus, Schweiz[2]
- 9. Juli 1968 in Glarus, Schweiz[3]
- 1973 bei Stuttgart[4][5]

## Werke

### Horst
1. Im Taumel der Triebe
2. Heißer Abgrund Pärchenclub
3. Heiße Fracht
4. Das Fest der Triebe
5. Nur gute Freunde
6. Süße Unschuld
7. A Look Back
8. Exotische Früchte
9. Drei Damen und ein Bube
10. Poona
11. Irrwege
12. Horst Brack
13. 3 sind einer zuviel
14. Der große Kampf

### Arsinoe
1. Hathor
2. Sekhmet
3. Toeris
4. Bastet